# Biserica Sfântul Sava din Iași
Biserica „Sfântul Sava” este o biserică din Iași aflată pe strada Costache Negri nr. 44, între liceul „V. Alecsandri” și Biserica Armenească. Are hramurile „Sf. Cuvios Sava cel Sfințit” (5 decembrie), „Sf. Mucenic Trifon” (1 februarie), „Sf. Mare Mucenică Marina” (17 iulie) și „Adormirea Maicii Domnului” (15 august). 
Din punct de vedere cronologic este considerată ca un edificiu și așezământ monahal aparținând secolului al XVI-lea, dar originile ei se pierd în negura secolelor, fiind mult mai veche decât această dată oficială a începuturilor sale. Face parte din patrimoniul național al monumentelor istorice ( IS-II-a-A-03954).

## Istoric
Pe actuala stradă Costache Negri, care făcea legătura cu Dealul Sărărie s-a aflat o uliță numită mai târziu după pavare, „Podu Vechi”, câțiva călugări veniți de la Ierusalim au întemeiat ajutați de populația creștină localnică, în jurul anilor 1330, așezarea monahală cu numele "Mănăstirea călugărilor de la Sf. Sava”. 

              
Despre acest așezământ, episcopul Narcis Crețulescu, egumenul lavrei între anii 1877-1880, ajuns ulterior episcop vicar al Mitropoliei Moldovei și Sucevei, scria într-un raport înaintat Mitropolitului Iosif Naniescu, la 19 septembrie 1877: 
„Am studiat toate documentele bisericii, tradiția și legendele, și tot ce am putut găsi după puterea mea, ca să coordonez istoria acestei sfinte case care – pe cât am desoperit – este mare prin vechimea ei, prin fondatorii și susținătorii ei, prin fortificația ei, prin faptele politice, militare, literare și prin averea ei, cu un cuvânt, mare prin trecutul ei și, astazi, mare prin zidirea ei.”
Documentele istorice păstrate în Muzeul parohial Episcop Narcis Crețulescu, aflat în curs de amenajare în Turnul Clopotniță, precum și cercetările arheologice din ultimele decenii ale secolului trecut atestă faptul că primul lăcaș de rugăciune al acestei mănăstiri cu hramul „Adormirea Maicii Domnului”, a fost construit din lemn și sfințit de către episcopul Olivian de Ianina.
Hramul „Adormirea Maicii Domnului”, primit de către prima biserică în anul 1330, a fost păstrat atât la cea construită din piatră pe același loc, în jurul anului 1390, cât și la bisericile „înnoite, reînnoite și zidite” ulterior de către Petru Rareș în anul 1534, Petru Șchiopu în anul 1583, postelnicul Ioan Ianachie Caradja în anul 1625, familia Palade în anul 1725 și arhimandritul peloponezian Grigorie în anul 1820. Acest hram a fost schimbat de-abia în secolul al XIX-lea, când bisericii i s-a dat hramul „Sf. Sava”, după numele patronimic al mănăstirii.
Încă de la punerea pietrei de temelie, ctitoria monahala de pe Ulița Veche, devenită metoc al Mănăstirii „Sf. Sava” din Ierusalim, căreia i-a și fost închinată, a jucat un rol deosebit de important în istoria națională a Moldovei.
Astfel, la 1402, Mănăstirea „Sf. Sava” din Iași își dovedea capacitatea organizatorică și ecleziastică, aici fiind găzduit domnitorul Alexandru cel Bun împreună cu Mitropolitul Iosif și cu întreaga suita domnească la primirea și închinarea credincioșilor la Sfintele Moaște ale Sf. Ioan cel Nou de Trapezund aflate în drum spre Suceava.
Importanța acestui lăcaș ecleziastic este dovedită și de înzestrarea acesteia, în anul 1468, cu un clopot foarte mare , ce avea un sunet deosebit, dăruit de către Voievodul Ștefan cel Mare, clopot adus "cu carul din Danemarca”, potrivit scrierilor cunoscutului arhidiacon Paul de Alep, secretarul Patriarhului Macarie, cu care a călătorit pe meleagurile Țărilor Române.
Spre sfârșitul secolului al XVI-lea și începutul secolului al XVII-lea, această mănăstire avea o mare influență în viața socială și culturală a Moldovei, cât și în evenimentele vieții bisericești, dovedită prin faptul că la Sinodul din 1595 de la Iași, numele egumenului se afla la loc de cinste printre semnatarii Actului Sinodal, imediat după cele ale mitropolitului și episcopilor participanți.
Cinci ani mai târziu, în anul 1600, Mihai Viteazul, printr-un hrisov domnesc, scris și semnat la Iași, la 5 iunie, confirma Mănăstirii „Sf. Sava” dreptul de proprietate asupra caselor dăruite de Petru Șchiopul, ca o răsplată a acestui mare și prim voievod al tuturor românilor, pentru rolul jucat de mănăstire în lupta pentru păstrarea credinței ortodoxe și ferirea acesteia de încercările altor confesiuni de a-i slăbi activitatea socială, culturală și filantropică.
Biserica Mănăstirii „Sf. Sava” are ca dată de naștere ziua de 4 august 1583, când Petru Șchiopul dăruiește călugărilor „niște case făcute de domnia noastră în târgul Ieșilor și cu locul acestor case ca să locuiască acolo rugătorii noștri și să-și facă biserica”. A fost o danie conferită cu acordul Mitropolitului Sucevei, Teofan, al Episcopului de Rădăuți, Gheorghe, „și al întregului sfat”, donația deschizând astfel perspectiva unei creșteri și dezvoltări economice înfloritoare în următoarele secole a patrimoniului mănăstirii, care s-a îmbogățit cu numeroase moșii, case în târg, vii, bălți, mori.
Valoarea istorică a complexului monahal, neîntreruperea vieții liturgice nici în vremurile de război și restriște când slujbele se țineau în încăperile subterane ale lavrei, bogata activitate culturală și filantropică, precum și faptul că încă de la început aceasta a fost închinată Sfântului Mormânt, au transformat Mănăstirea „Sf. Sava” în reședința principală din Moldova a procuratorilor Sfintelor Locuri până în anul 1864, dar și în lăcaș de găzduire al celor mai înalți clerici călugări, mitropoliți greci și patriarhi răsăriteni.
Astfel, în camerele din Turnul Clopotniță și-a găsit adăpost, între anii 1670-1673, Sf. Mitropolit Dosoftei și au fost găzduiți Patriarhul Ierusalimului Teofan în anul 1617 și 1618, Macarie în anul 1653 și Nectarie în anul 1664. Și tot aici a locuit, pentru o vreme, învățatul și meșterul caligraf Matei, protosinghel de Constantinopol, care a ajuns episcop al Mirelor Lochiei.
Documentele bisericii consemnează că la hramul sfântului lăcaș se organizau mari serbări, atât în încăperile interioare cât și în curtea mănăstirii, invitați fiind toți credincioșii, cărora la plecare li se împărțeau atunci (dar și cu alte prilejuri), substanțiale ajutoare în hrană și în obiecte. Astfel, dintr-o însemnare personală a egumenului Narcis Crețulescu, intitulată „Spre știința mea”, aflăm că în anul 1877, în plin război, la hram, săracii din zonă primiseră de la acesta câte "14 lei drept ajutor, între ei fiind și zugravul Glichi, ce au zugrăvit biserica „Sf. Sava”, pe la 1832, și pe alți săraci ce meritau”.
Narcis Crețulescu, episcop, profesor la diferite școli, numit superior al Mănăstirii „Sf. Sava” la 21 aprilie 1877, a întocmit prima Monografie a acestei biserici, în fapt o istorie amănunțită a sfântului lăcaș care, după spusele autorului „se urca la 30 de coale, o istorie foarte interesantă din toate punctele de vedere”. Astăzi se mai păstrează, la Mănăstirea Neamț, doar fragmente din prima monografie scrisă de Narcis Crețulescu. 
Narcis Crețulescu, cel mai de seama superior al Mănăstirii „Sf. Sava” din toate timpurile, imprimă sfântului lăcaș o autentică viață liturgică și o intensă activitate cultural-literară și filantropică, înființează și îmbogățește biblioteca mănăstirii într-un timp foarte scurt cu un fond de „327 de cărți de istorie, Teologie ș.a. în dialectul elin, latin și francez”, efectuează reparații la case și la Biserică, restaurează toate obiectele de cult și a sistematizat arhiva mănăstirii.
Mănăstirea „Sf. Sava” a fost un important centru cultural al orașului medieval Iași. În anul 1714, în timpul domniei lui Nicolae Mavrocordat, aici își desfășura cursurile Academia Domnească din Iași și lua ființă o tipografie slavo-română care din anul 1744 a tipărit și în limbile greacă și arabă. În anul 1864, în casele stăreției își deschidea cursurile Colegiul „Sf. Sava", ulterior Gimnaziul „Sf. Sava”. Tot aici, în anul 1877, se inaugurau cursurile școlii profesionale de fete ce a funcționat până în anul 1947.

## Arhitectura

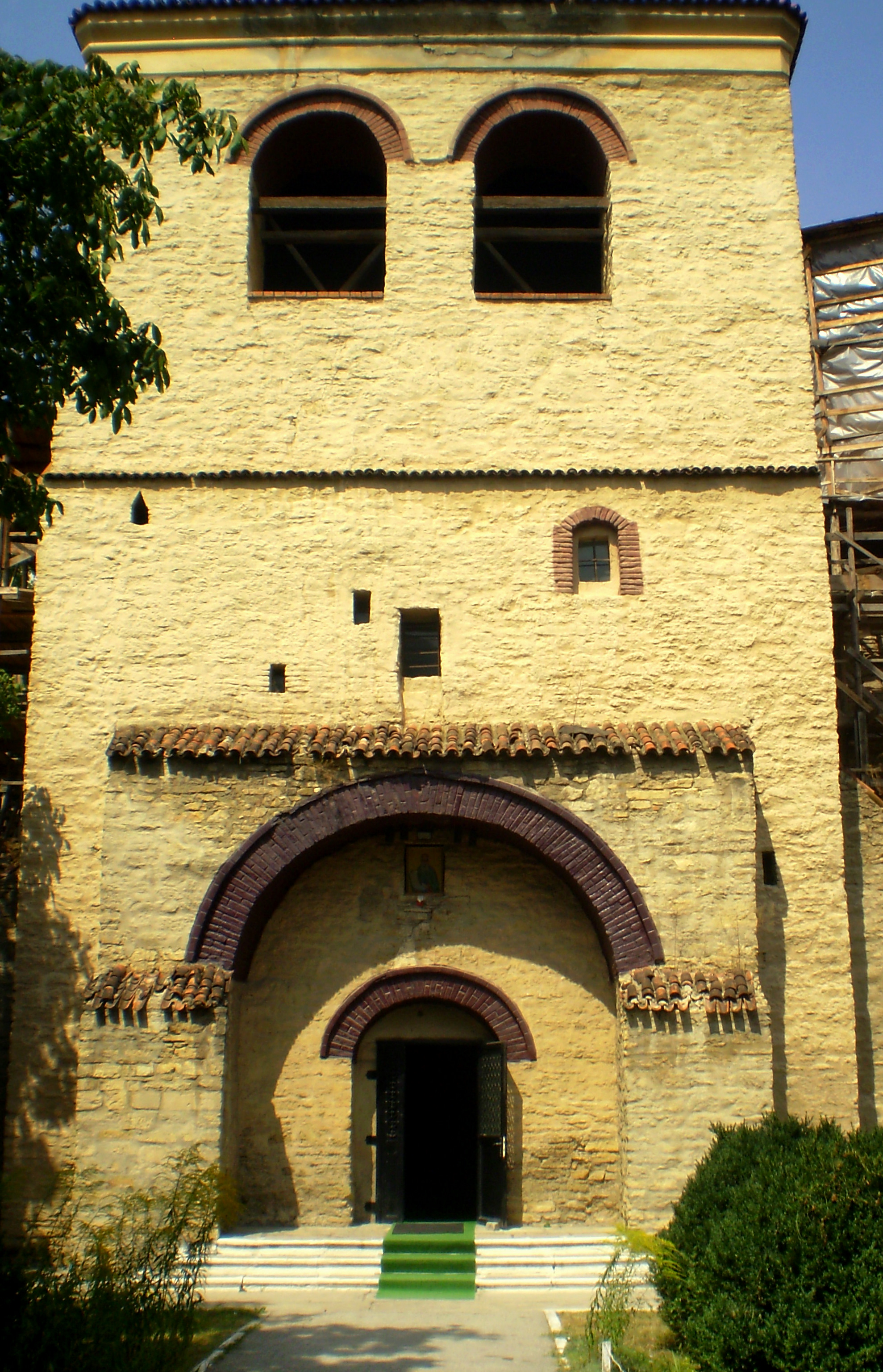
Biserica Sfântul Sava, Turnul clopotniță - fațada centrală

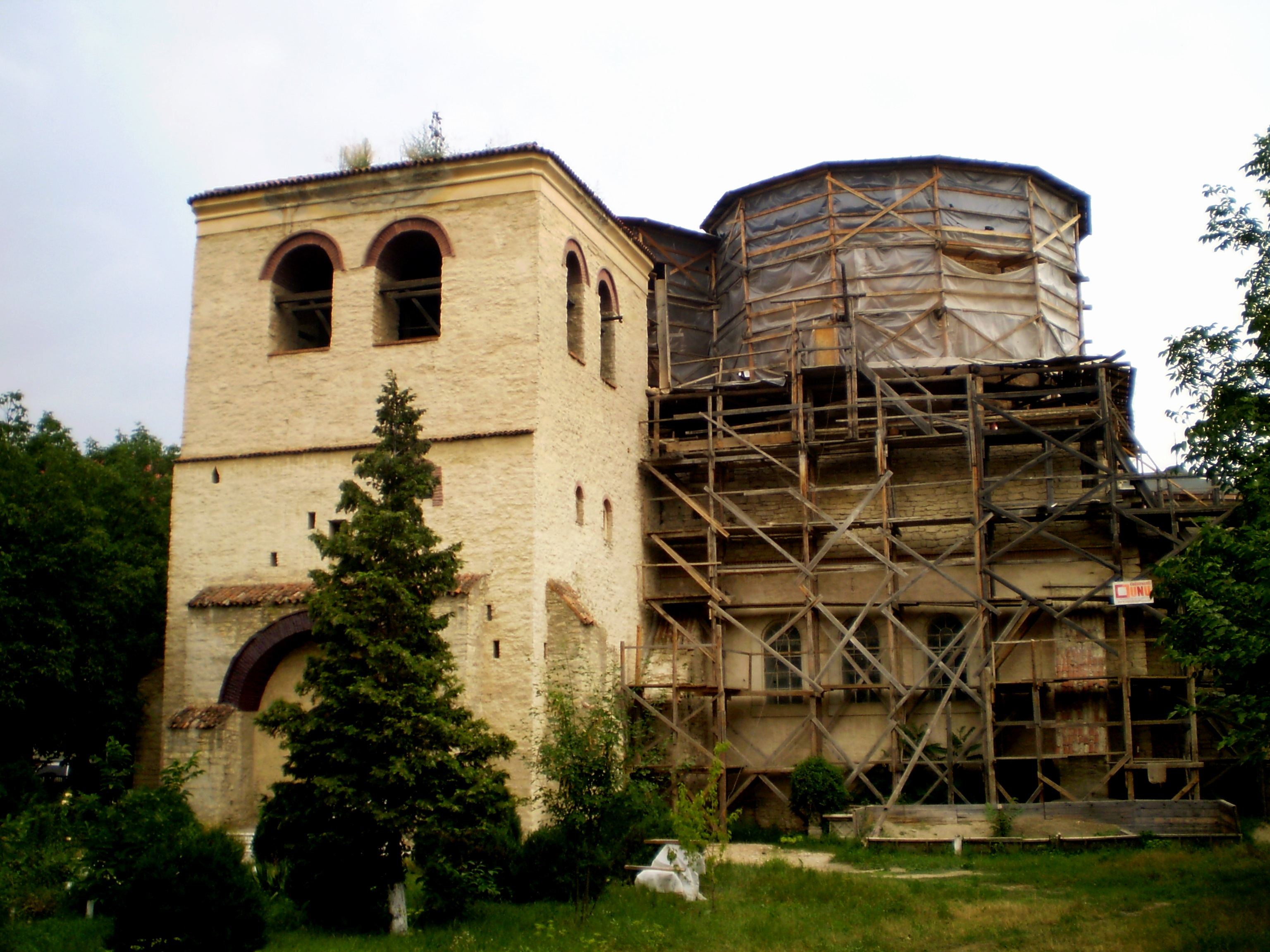
Biserica Sfântul Sava din Iași

Biserica „Sf. Sava" construită în stil pur bizantin, cu două turle, este o construcție unică în țară, prin îmbinarea elementelor arhitecturale bizantine, orientale, gotice moldovenești și muntenești, fiind una dintre cele mai impresionante și mai vechi biserici ale orașului Iași, ea alcătuind împreună cu Biserica Bărboi, Mănăstirea Golia, Biserica Armenească, Biserica "Sf. Nicolae Domnesc" și Mănăstirea "Sf. Trei Ierarhi" sextetul istoric al orașului Iași din perioada timpurie medievală a orașului.
Ea se deosebește de celelalte biserici prin aspectul general de monolit al edificiului și prin proporții total diferite de cele caracteristice bisericilor medievale românești, ale căror siluete zvelte înălțate spre cer sunt vizibile la tot pasul în peisajul citadin ieșean. Lăcașul de cult de la „Sf. Sava" se remarcă prin impresia de masivitate pe care o degajă acest edificiu arhitectonic, care se datorează dimensiunilor exterioare a ale corpului bisericii (lungime 34,65 metri și lățime 13,25 metri), poziției celor două turle joase dar masive, precum și mărimii actualului Turn Clopotniță, adăugat fațadei sudice și dezvoltat pe trei niveluri care depășesc doar cu puțin înălțimea ansamblului monumentalei ctitorii.
Solitara construcție, cu aspect de fortăreață, care amintește oarecum de monumentele otomane prin cele două mari cupole turcești, este unică prin această amprenta levantină a edificiului străvechiului lăcaș de rugăciune și îi conferă acestuia o valoare simbolică unică în Țările Române. 
Iar dacă până în anul 1975 existau neclarități și controverse între istorici cu privire la anul ctitoriei Bisericii „Sf. Sava", cercetările arheologice efectuate în situl istoric din aceasta parte a orașului, în perioada 1976-1979, de către renumiții arheologi Nicolae N. Pușcașu și Voica Maria Pușcașu, au dovedit cu certitudine că prima biserică zidită din piatră , ca forma și arhitectură foarte apropiată cu cea existentă în prezent, datează din 1583 .
Conducătorul lucrărilor atunci a fost un anume Gheorghe din Constantinopol. Acesta a realizat un plan aparte al bisericii „Sf. Sava", imprimând construcției un caracter oriental. Biserica cu un plan în formă de navă, prezintă pe naos și pe pronaos, două turle poligonale largi și joase, de aspect musulman, unice în arhitectura românească. Turlele sunt împodobite cu nișe scunde, limitate de doua brâie. Turnul-clopotniță cu aspect de fortăreață, a fost adăugat mai târziu, la o dată care nu s-a stabilit. Turnul prezintă o tainiță și un meterez, iar deasupra, camera clopotelor. Este împodobit cu un brâu sub forma de frânghie, situat la jumătatea înălțimii sale. Ușa intrării în turn este de inspirație gotică, fiind încadrată într-un chenar. Rama exterioară este sub forma de torsadă. Deasupra ușii este pisania în limba greacă. Zidurile bisericii sunt susținute de contraforturi de piatră masivă.
Lucrările din anul 1625 sunt reprezentative prin demantelarea construcției anterioare și refacerea ei totală prin „glisarea” spre nord a întregului edificiu și suprapunerea acestuia pe vestigiile bisericii anterioare precum și adăugarea la biserica din 1625 a unui pridvor suprapus pe un turn clopotniță, flancat de contraforturi. 
Între 1676 - 1678, in timpul voievodului Antonie Ruset, a fost construit zidul ce împrejmuia mănăstirea.
Pentru arta moldovenească definitorii sunt, în acest ansamblu, profilul de piatră al soclului de pe latura de vest și de sub Turnul Clopotniței, iar pentru arhitectura muntenească brâul median exterior din cărămidă de forma zimțată. Stilul gotic, adaptat si prelucrat în Moldova încă din timpul lui Ștefan cel Mare și Sfânt, este reprezentat de chenarul în muluri al ușii de la intrarea dinspre sud și ascuțirea în arc frânt a arcadelor interioare. 
Cele două turle, larg deschise, cu un brâu la bază în interior, circular și cu profil rotund, cu o friză de ocnițe în exterior, deși construite în stilul artei bizantine se termină cu cupole turtite, tipic otomane. Pentru arta barocă, reprezentativ este iconostasul înalt, catapeteasma restaurată în secolul al XIX-lea cu elemente sculpturale în stil baroc, în floralii aurite, fiind bogat ornamentată între registre. 
Perioada Renașterii se regăsește atât pe icoanele catapetesmei pictate în ulei, pe stranele pentru arhiereu și domnitor de pe pe latura de est a naosului, cât și pe amvonul de predică, așezat pe pilastrul de nord dintre naos si pronaos.

## Patrimoniul Bisericii „Sf. Sava”
Aceasta deține un patrimoniu bogat format obiecte de cult de o valoare liturgică și artistică deosebită ca icoane, candele, sfinte vase de cult și broderii, precum și obiecte de valoare istorică documentară constând din cărți vechi în limbile slavonă, greacă și română, cele mai reprezentative fiind:

### În biserică
- racla cu părticele din Moaștele Sfinților Trifon și Marina, din argint, datând din anul 1781, cu capac ornamentat în relief, adăpostită în prezent într-un chivot;
- icoana în ulei a Sf. Ioan Gură de Aur, de dimensiuni mari, datată 1711;
- Acoperământul mare (Sfântul Aer), cu inscripție în limba greacă, de pe peretele de nord al naosului;
- o icoană de la sfârșitul secolului al XVIII-lea, brodată artistic cu fir de argint aurit, reprezentând punerea în mormânt a Mântuitorului;
- icoana murală a Sfinților Haralambie și Mina de pe peretele de sud al pronaosului.

### În muzeul din Turnul Clopotniței
- clopotul mare donat de Ștefan cel Mare în anul 1468, care nu mai are ”sunetul” de odinioară și pe care, datorită reparațiilor la care a fost supus, nu se mai pot citi inscripțiile originale;
- un clopot din anul 1570, cu inscripții în limba polonă;
- o icoană a Maicii Domnului pe pânză pictată de Ierodiaconul Ierotei la anul 1772;
- o dveră (tablou) de stofă brodată în stil bizantin din secolul al XVIII-lea cu broderie cu fir de argint în relief cu elemente florale;
- un felon și un epitrahil confecționate din stofă de epocă la sfârșitul secolului al XIX-lea;
- sfinte acoperăminte pentru disc si potir, tot din secolul al XIX-lea;
- două pomelnice pe lemn ale ctitorilor din secolul al XIX-lea;
- un set de sfinte vase și un vas pentru anaforă din secolul al XVIII-lea. 
Patrimoniul bisericii mai include o colecție de mineie din 1769, colecții de cărți bisericești din secolele XVIII și XIX scrise în limba greacă și în limba română cu caractere chirilice precum și alte colecții de cărți.

## Restaurări
Incendiul de mari proporții izbucnit în Iași în aprilie 1616 a distrus 18.400 de case din cele 20.000 câte număra pe atunci orașul medieval. Evident că de pe urma dezastrului a avut de suferit și Ansamblul arhitectonic al Mănăstirii „Sf. Sava”, fapt ce a impus reînnoirea acestuia din temelii, în deceniile următoare.
Acest lucru s-a întâmplat în anul 1625, când biserica a fost „zidită și înnoită" de Ioan Ianachie Caradja, postelnic, nepotul bogatului domn Scarlatos din Constantinopol, cuscrul lui Radu Mihnea, după cum au consemnat pisaniile din biserică. Noul lăcaș, construit de meșteri moldoveni și străini aduși din Orient, a fost sfințit în timpul domniei lui Radu Mihnea, de către Mitropolitul Sucevei Anastasie Crimca.
În anul 1676, voievodul Antonie Ruset a ridicat un zid de piatră din care astăzi se mai păstrează doar o parte. Deși distrusă în timp și restaurată ori renovată în anii 1820, 1832, 1844, 1862 și 1878-1879, biserica și-a păstrat caracterul original al stilului bizantin al secolului al XVII-lea, unic în arhitectura moldovenească. 
Chiar și reparațiile din secolul al XIX-lea, care au adus o serie de schimbări clădirii de tip oriental, precum ușa de intrare dinspre vest, cafasul sau mutarea cu un metru în interior a catapetesmei, au menținut specificul ei basilical, de edificiu bisericesc înalt, lung și foarte luminos, cu altar spațios și acoperiș ce sclipea în depărtare în razele soarelui. 
În anii 1997-1998 au inceput lucrările de intervenție de urgență care au fost oprite în repetate rânduri, din lipsă de fonduri. Obiectivul a fost inclus în Planul Național de Restaurare pentru monumente istorice în anul 2005, datorită faptului că degradarea în timp a corpului bisericii necesită lucrări de restaurare în regim de urgență pentru salvarea monumentului. 
Urmare a aprobării prin Planul Național de Restaurare, în anul 2006 s-a repartizat suma de 100.000 Ron, în anul 2007 aceeași sumă iar în anul 2008 suma de 80.000 Ron pentru lucrări de restaurare la Biserica "Sf. Sava”, după mai mulți ani de stagnare.
În această perioadă s-au efectuat lucrări de stopare a infiltrației de apă prin acoperiș, lucrări sprijinire turle și bolți (naos și pronaos) cu eșafodaj din lemn, consolidare macrostructură bolți și turle, refacere izolație și învelitoare, lucrări pentru montarea învelitorii de tablă și olane la absida altarului. 
În anul 2008 au început demersurile pentru obținerea de finanțare din fondurile nerambursabile structurale prin Programul Operațional Regional 2007-2013, Axa prioritara 5 - Dezvoltarea durabilă a turismului regional și local, Domeniul major de intervenție 5.1-restaurarea și valorificarea durabilă a patrimoniului cultural, crearea și modernizarea infrastructurilor conexe cu următoarele obiective pentru Biserica "Sf. Sava”: 
- continuarea restaurării obiectivului-turnul clopotniță;
- lucrări și dotări pentru iluminatul exterior, de siguranță și decorativ;
- amenajare peisagistică a parcului din curtea bisericii, amenajarea intrării prin poarta de apus în armonie cu parcarea și Casa „Diaconia";
- dotări interioare pentru asigurarea condițiilor de climatizare (sistem de încălzire prin pardoseală), înlocuire ferestre clădire, instalație paratrăsnet, etc.;
- lucrări de aducțiune apă potabilă curentă de la str. Costache Negri;
- dotări pentru expunerea patrimoniului bisericii - Muzeul „Ep. Narcis Crețulescu".

## Biserica „Sf. Sava” – loc de pelerinaj
După secularizarea din 1864, biserica a rămas sub îngrijirea unui custode, iar odată cu aplicarea Legii clerului mirean a devenit biserica parohială având filiale biserica Mănăstirii "Dancu” și biserica "Sf. Dumitru Bals”. În 1951 parohia "Sf. Sava” și-a încetat activitatea care a fost reluată după evenimentele din 1989. 
Conform hotărârii I.P.S. Daniel , Mitropolitul Moldovei și Bucovinei, Biserica "Sf. Sava” din Iași a fost reactivată ca loc de pelerinaj pentru moaștele "Sf. Mc. Trifon" (1 februarie) și ale "Sf. M. Mc. Marina" (17 iulie), cei doi sfinți devenind patroni ai acestei biserici. De altfel, cele mai de preț odoare pe care le are astăzi biserica "Sf. Sava” sunt părticele din moaștele Sf. Mc. Trifon și ale Sf. M. Mc. Marina, aduse în sfântul lăcaș în anul 1998.
Programul liturgic la biserica "Sf. Sava” se desfășoară conform tradiției Bisericii cu specificul perioadelor de post de pregătire a marilor sărbători. Biserica este deschisă zilnic (cu excepția zilei de luni) între orele 7,00 – 16,00.

## Biserica „Sf. Sava” – activitate ecleziastică și filantropică astăzi

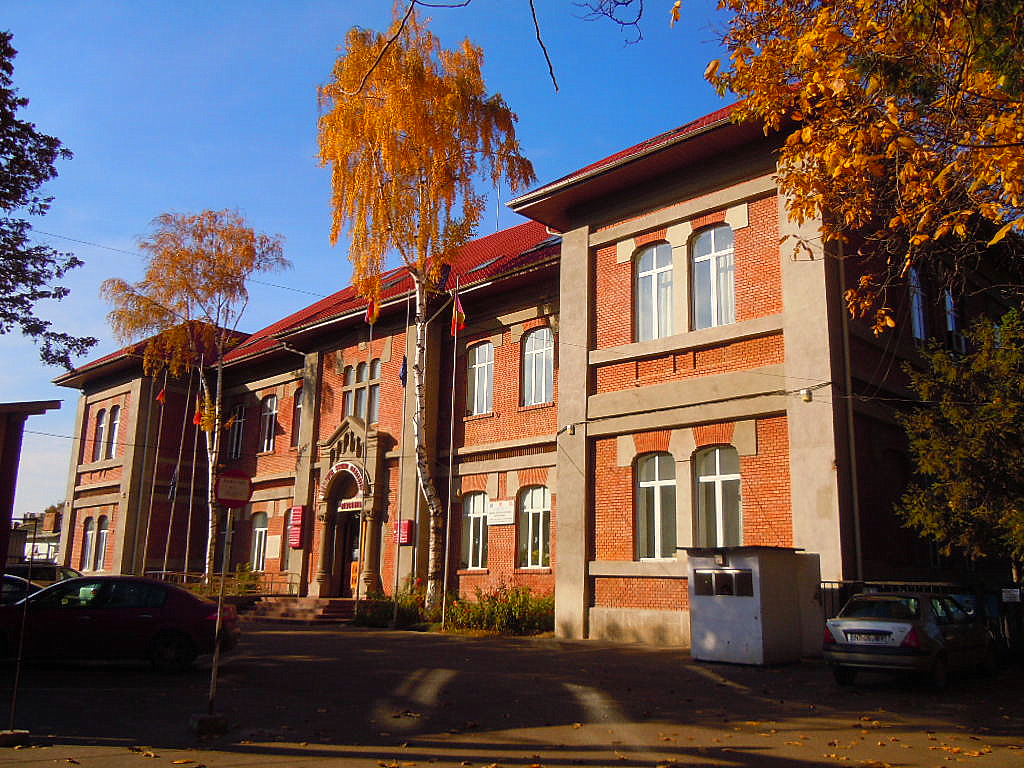
Iași, Biserica „Sf. Sava”, Institutul Social-Caritativ „Diaconia“

În prezent, Biserica "Sf. Sava” este lăcașul de cult al parohiei cu același nume pentru 600 de familii care locuiesc împrejurul bisericii, al cărei paroh este și Consilier pentru asistență socială în Arhiepiscopia Iașilor și director executiv al Fundației „Solidaritate și Speranță”, care își are sediul în vecinătatea bisericii, într-o clădire și ea monument istoric datând din 1780 și care se află, din anul 2003, într-un amplu proces de consolidare, amenajare și dotare.
Prin decizie mitropolitană, Bisericii "Sf. Sava” i-a fost conferit și statutul de Paraclis al Institutului Social-Caritativ DIACONIA, un centru multifuncțional de educație și asistență socială al Arhiepiscopiei Iașilor, care cuprinde Sectorul social - filantropic "Diaconia” și Fundația "Solidaritate și Speranță”, aceasta din urmă fiind un furnizor de servicii sociale pentru mai multe proiecte acreditate, consiliere, activitate educativă, acordare ajutoare de urgență, asistență socială primară și specializată precum: Centrul de intervenție în prevenirea SIDA și a violenței în familie, Grădinița „Buna Vestire“, Centrul de asistență social-medicală și îngrijire la domiciliu pentru persoanele vârstnice, Școala postliceală pentru pedagogi de recuperare „Olga Sturdza“, Centrul de prevenție, consiliere, suport și asistență în sfera relațiilor de cuplu pentru tineri „InfoAdolescent“, Centrul de zi pentru copii „Sf. Marina“, Centrul de prevenție, consiliere, reabilitare și terapie ocupațională pentru persoanele dependente de alcool și droguri, Cantina socială „Sf. Sava“ precum și Centrul de Studii interdisciplinare în religie și în știință.
Biserica "Sf. Sava” este singurul lăcaș de cult din Iași unde se asigură asistență religioasă persoanelor cu dependență de alcool și droguri, bătrânilor și copiilor dezavantajați social, iar membrilor comunității, persoane cu deficiență de auz și vorbire din Iași (800 persoane), li se traduc slujbele bisericești în limbaj mimico-gestual.

## Galerie de imagini

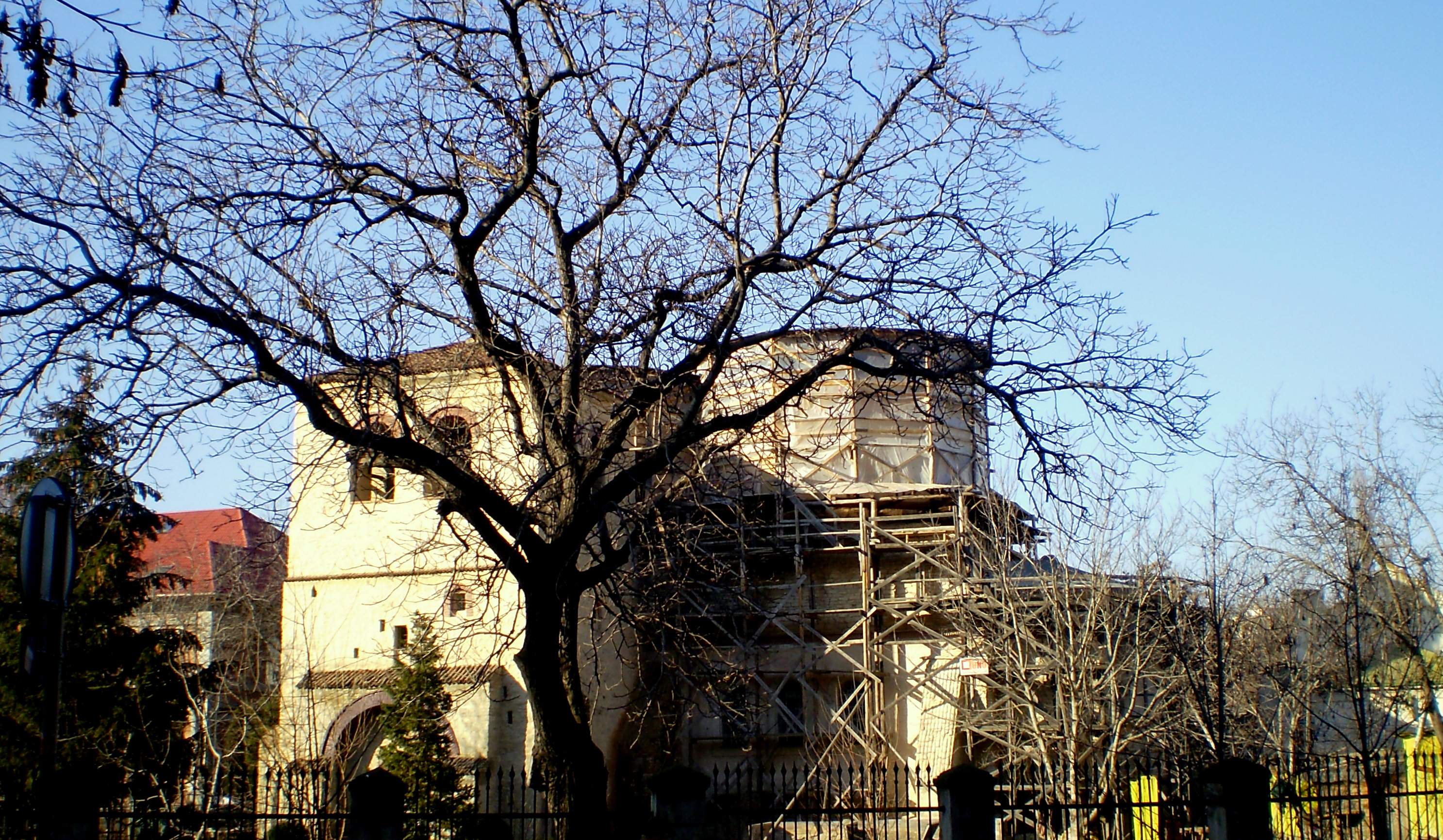
Biserica "Sf. Sava"
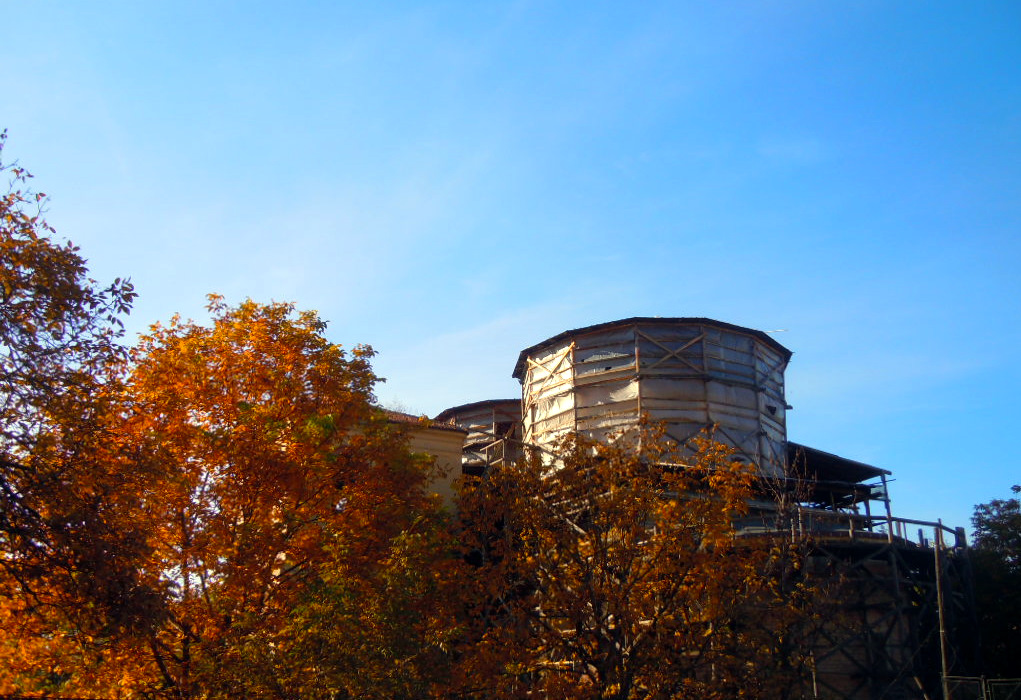
Biserica "Sf. Sava", vedere din lateral
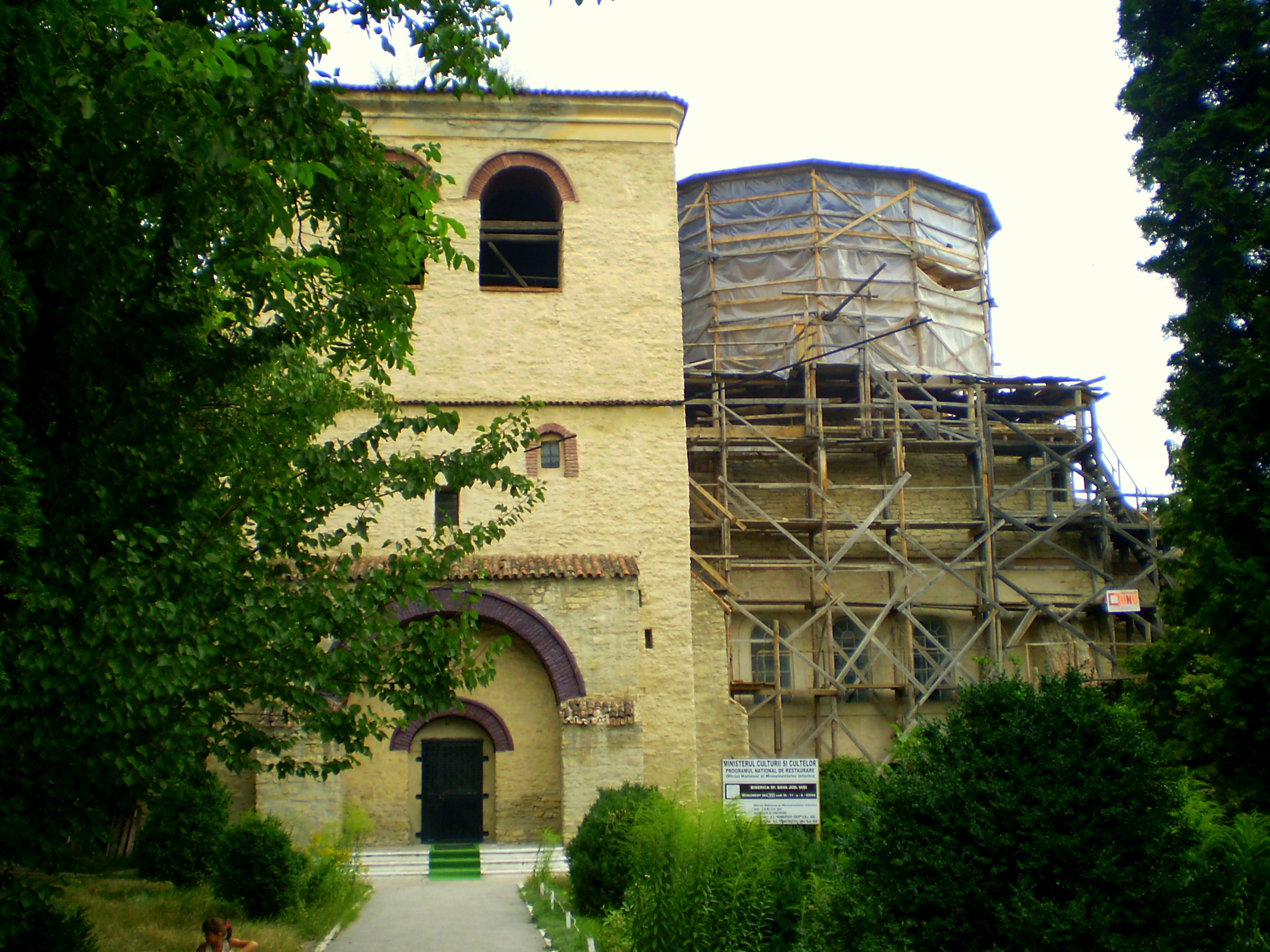
Biserica Sfântul Sava din Iași
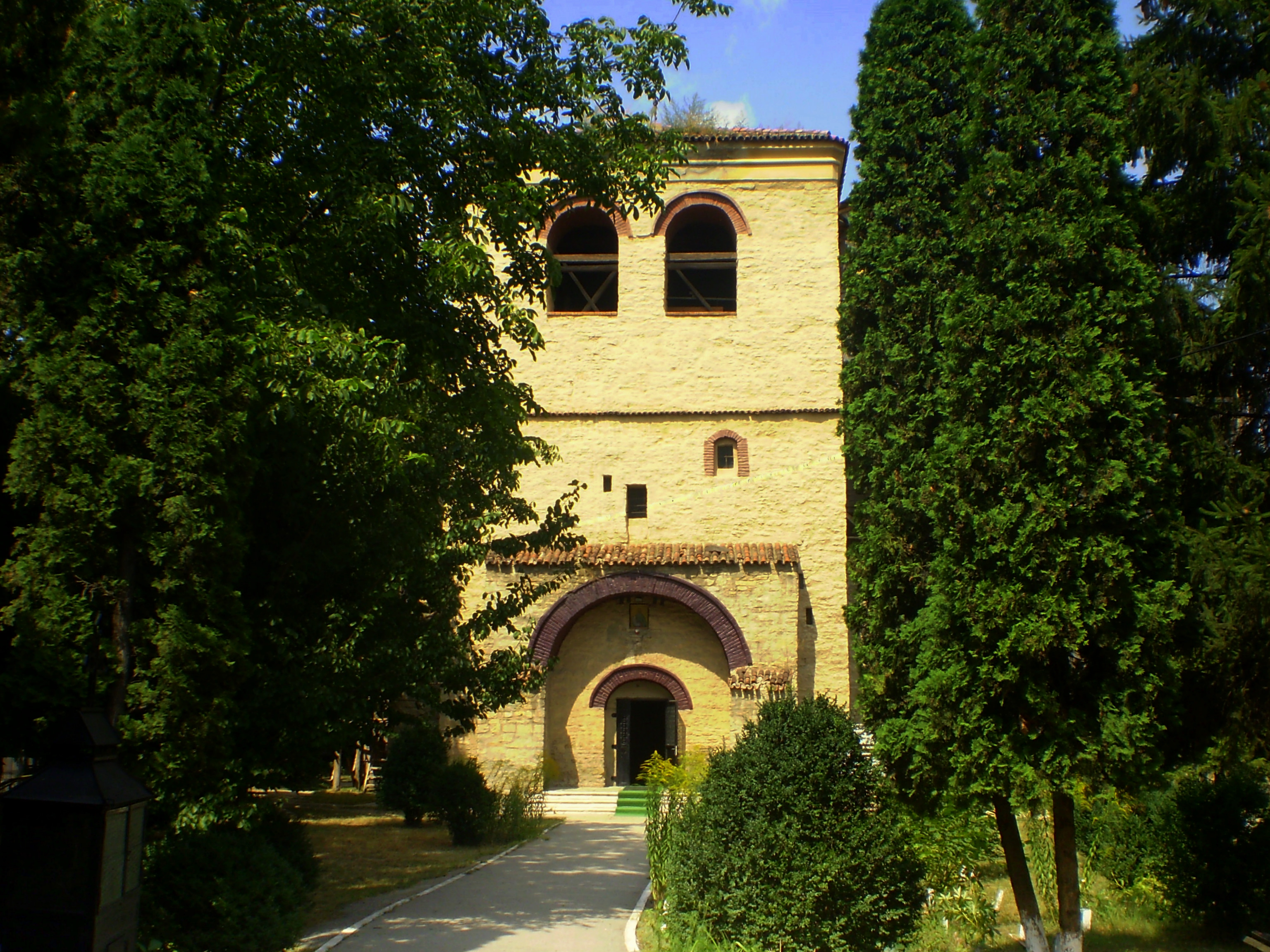
Biserica Sfântul Sava, Turnul clopotniță
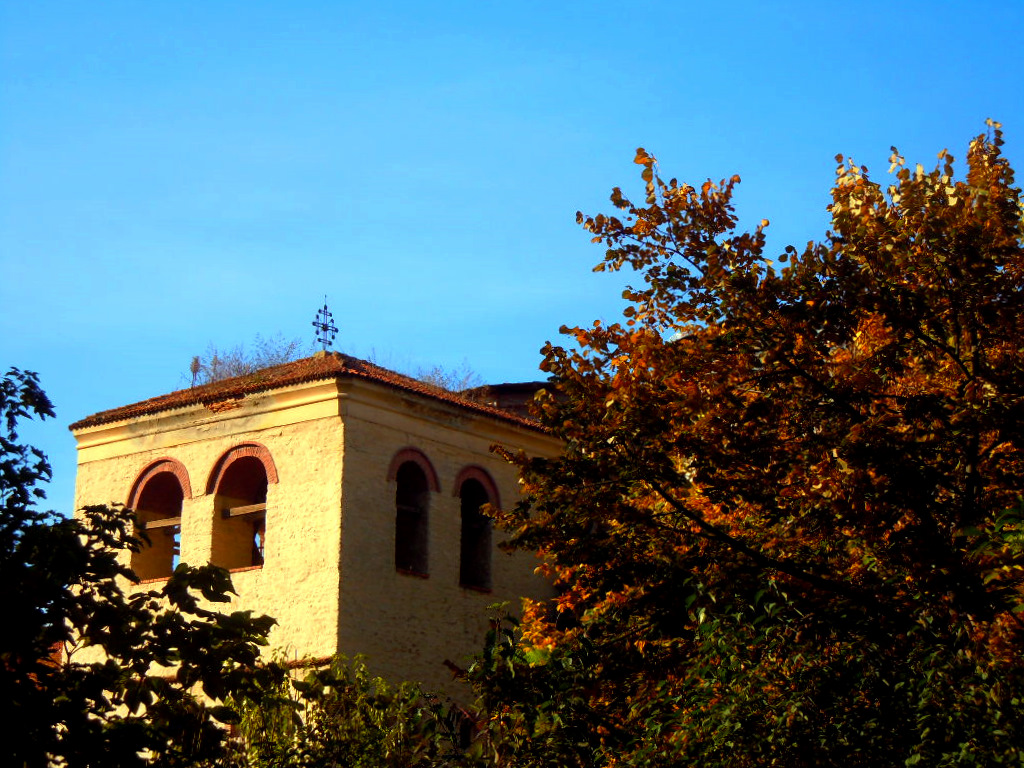
Biserica Sfântul Sava, turnul, detaliu
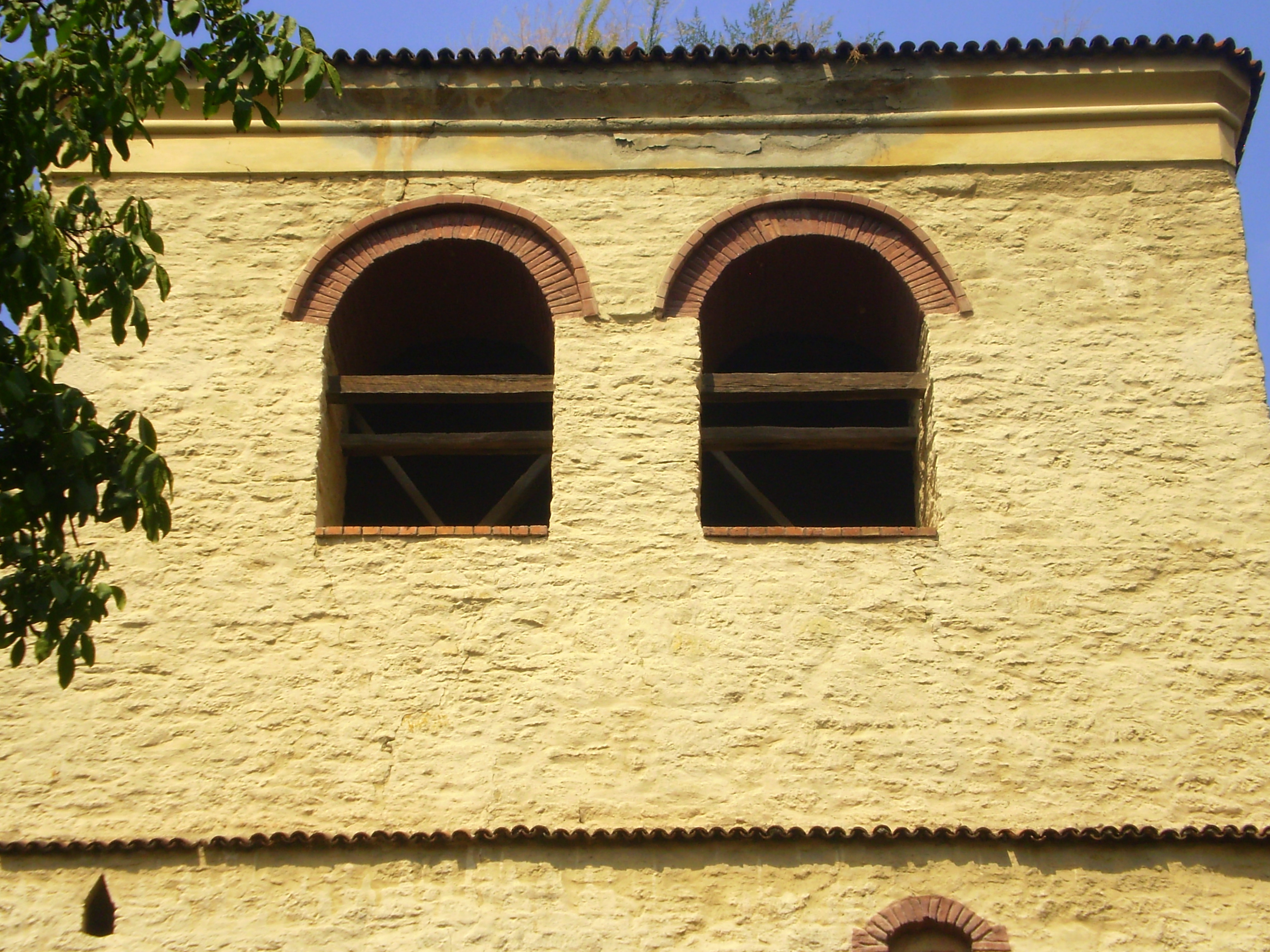
Biserica Sfântul Sava, Turnul clopotniță - detaliu partea superioară
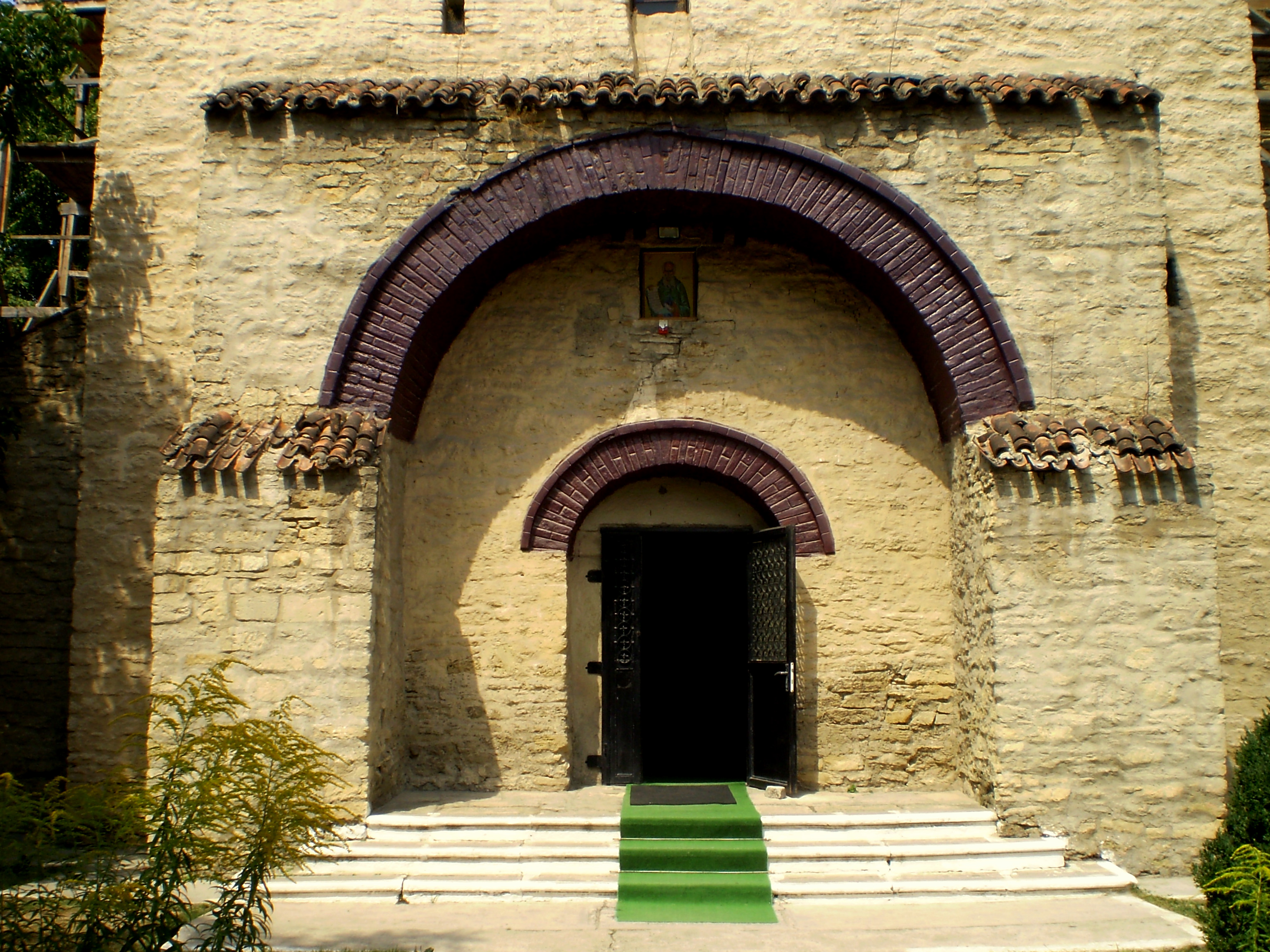
Biserica Sfântul Sava - intrarea principală
Biserica Sfântul Sava, catapeteasma
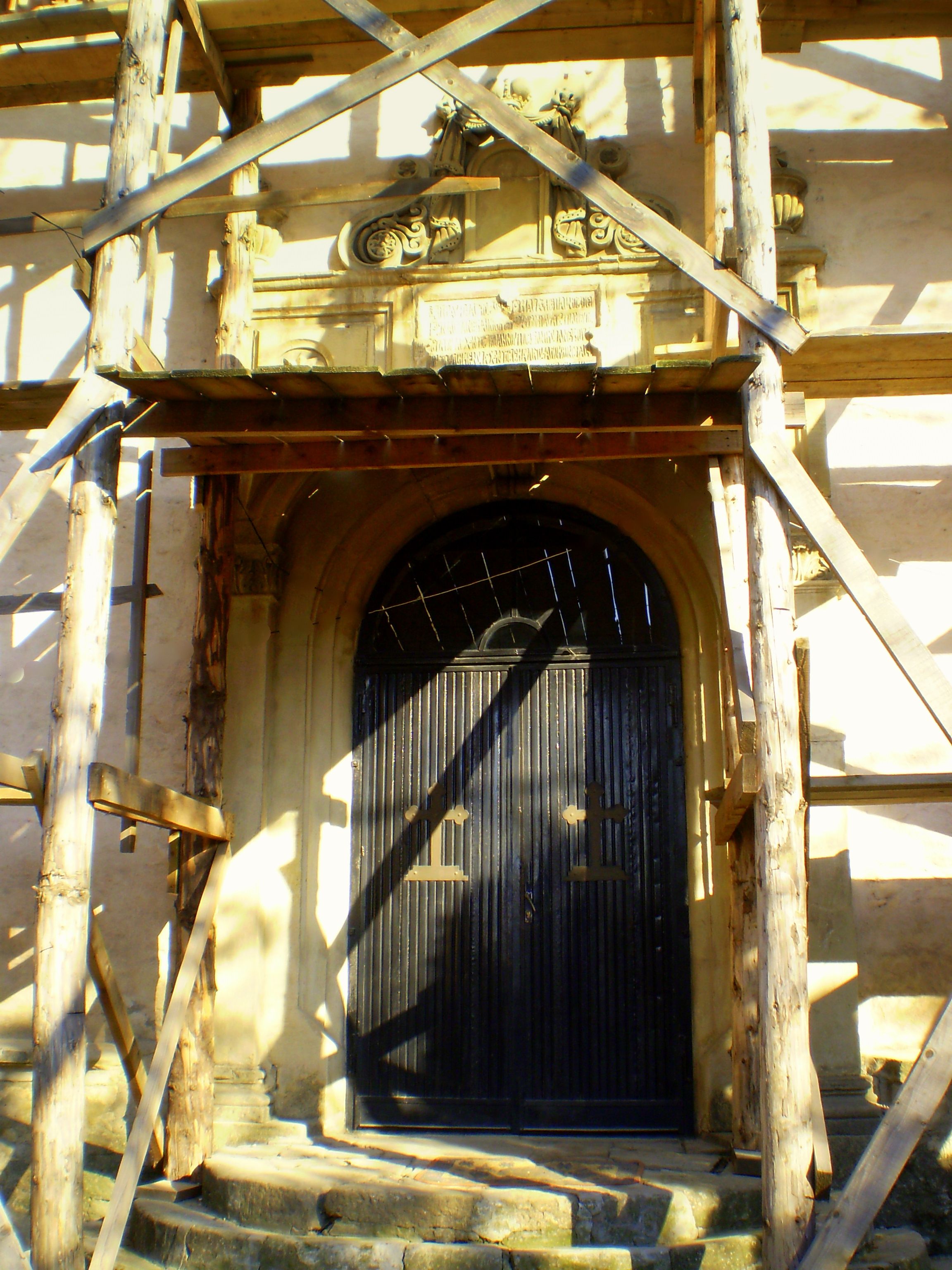
Biserica Sfântul Sava, cea de-a doua intrare
Biserica Sfântul Sava, Turnul clopotniță, privit din lateral
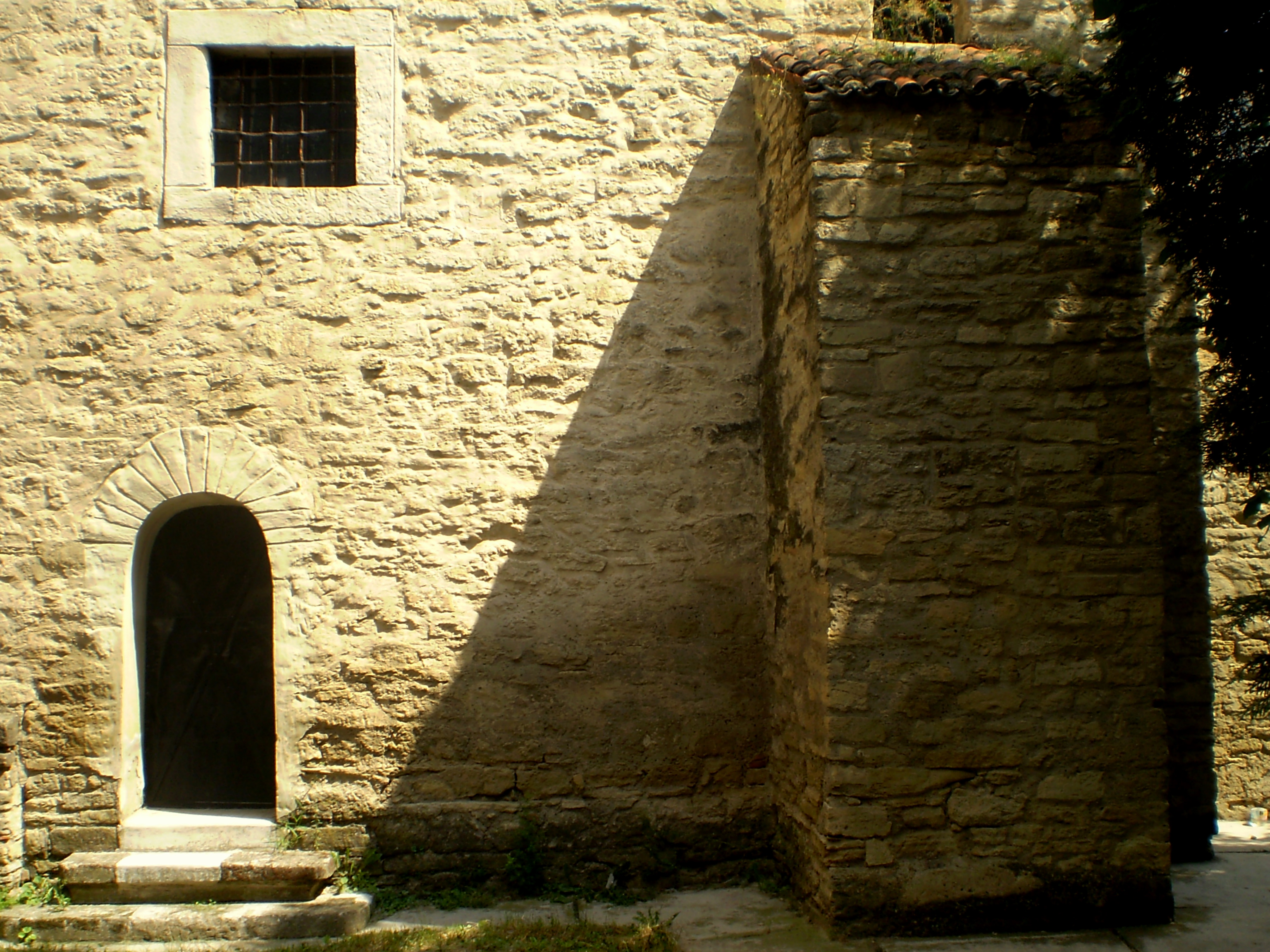
Biserica Sfântul Sava, cea de-a treia intrare
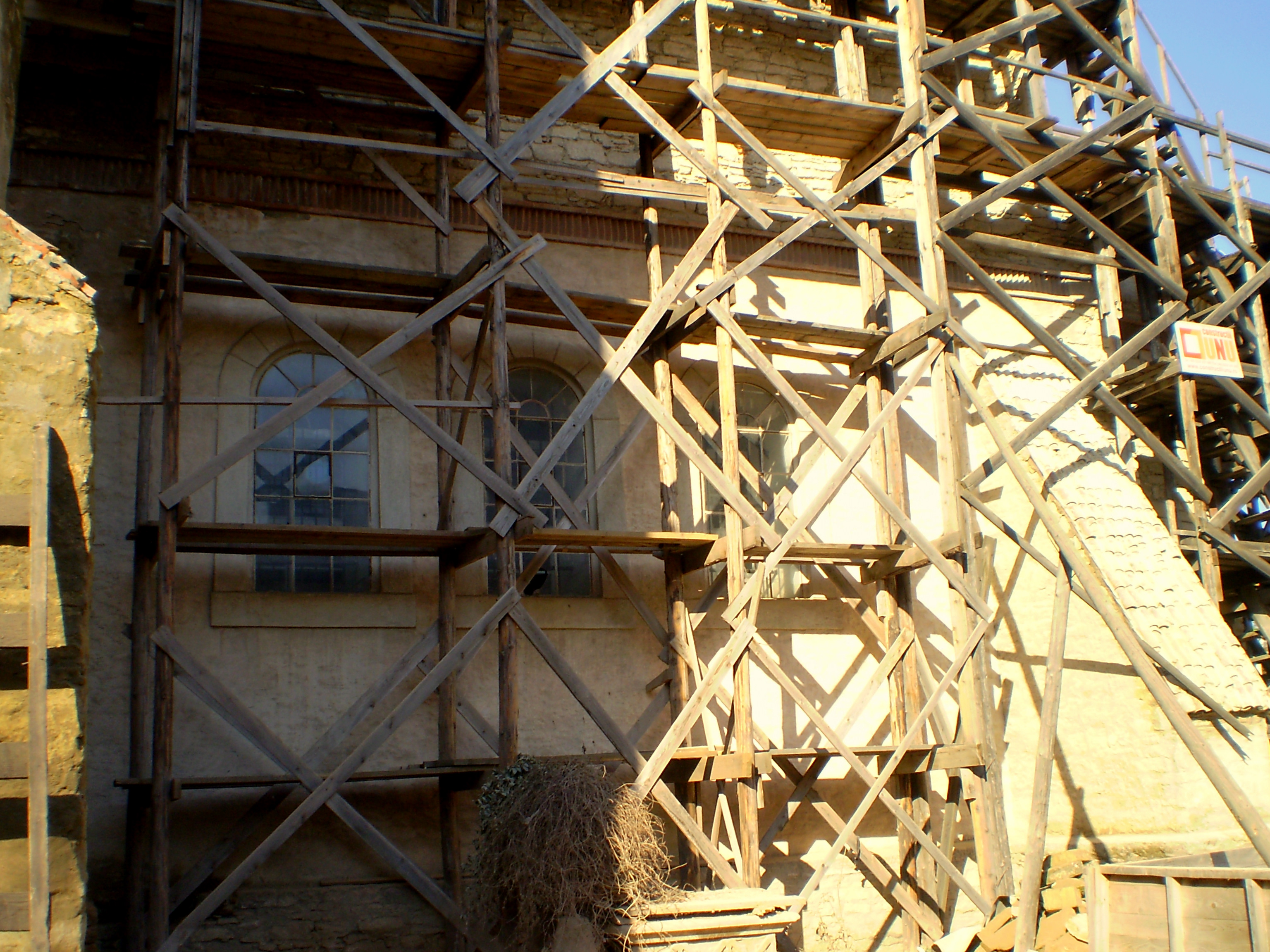
Biserica "Sf. Sava", detaliu
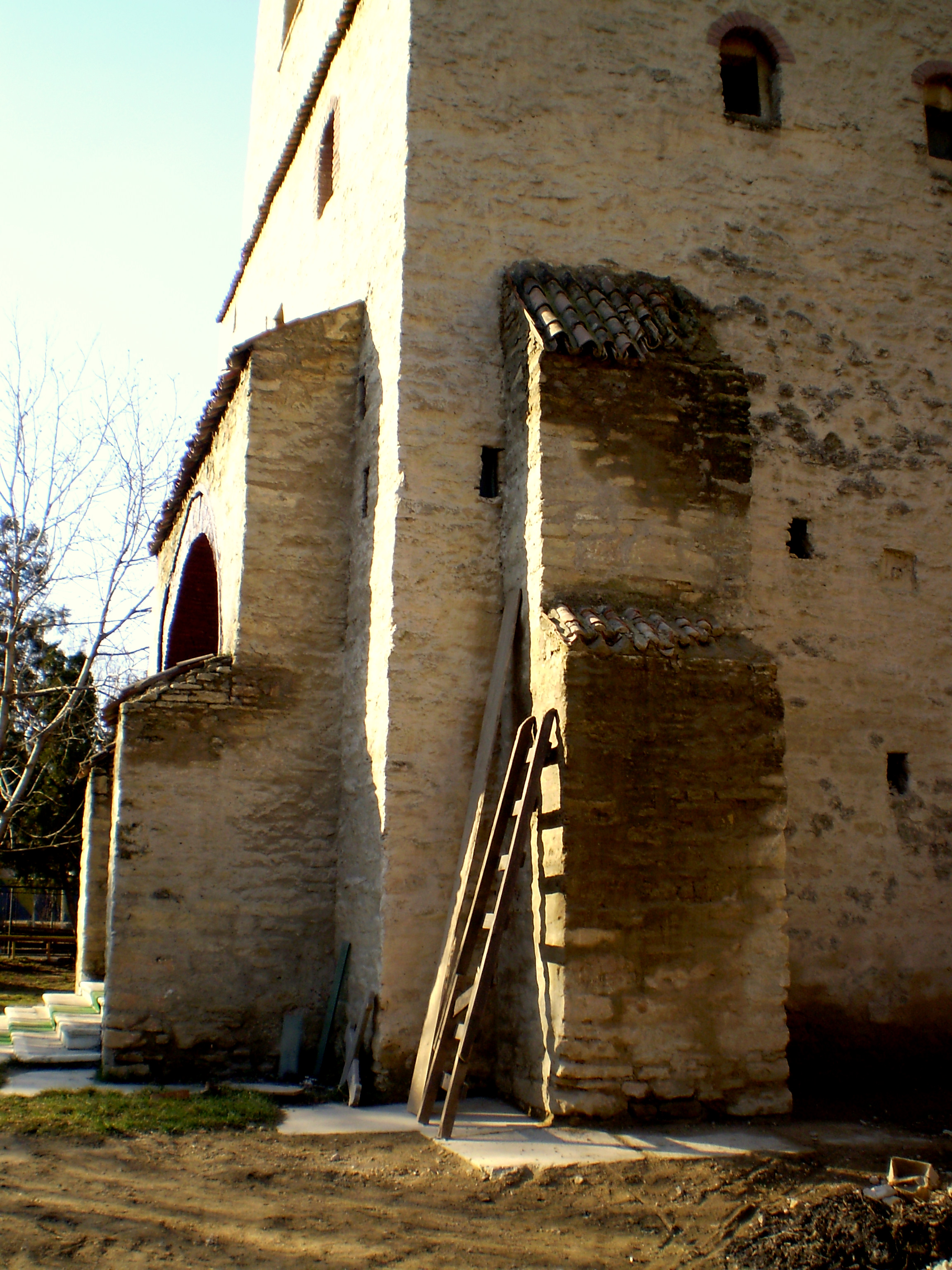
Biserica "Sf. Sava", detaliu contraforturi
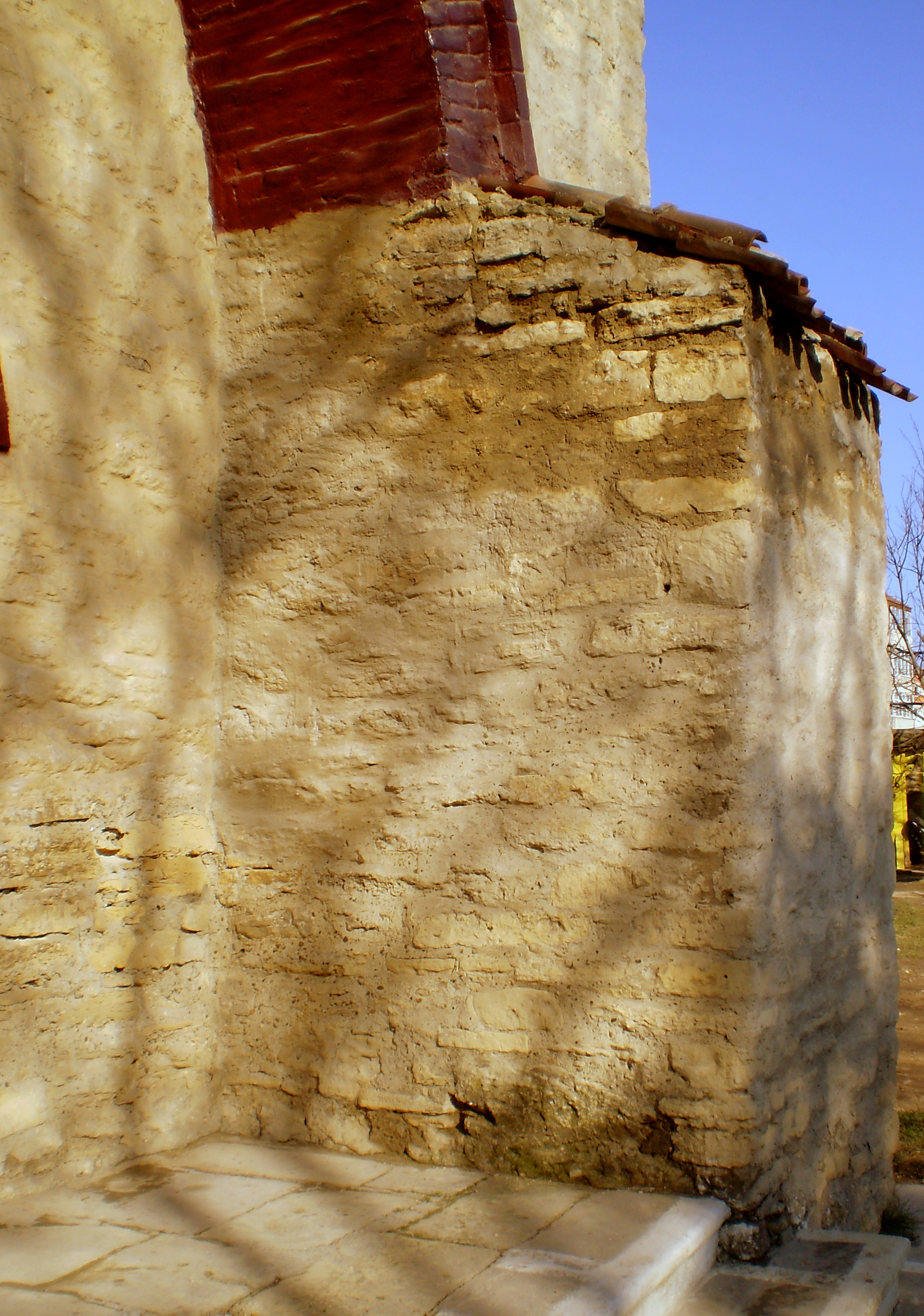
Biserica "Sf. Sava", detaliu contraforturi
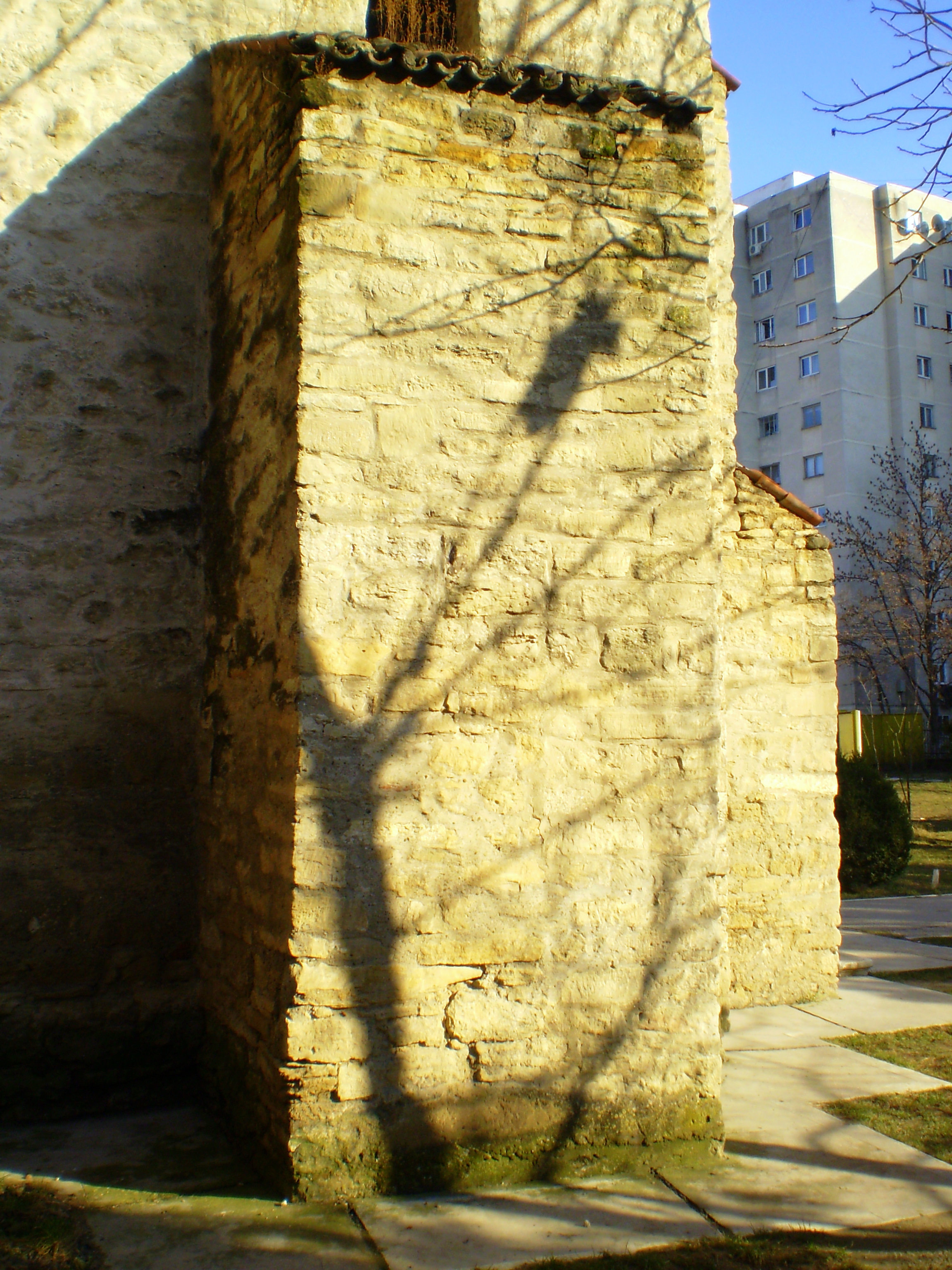
Biserica "Sf. Sava", detaliu contraforturi